# 底马哈撒县

底马哈撒县在阿薩姆邦的位置

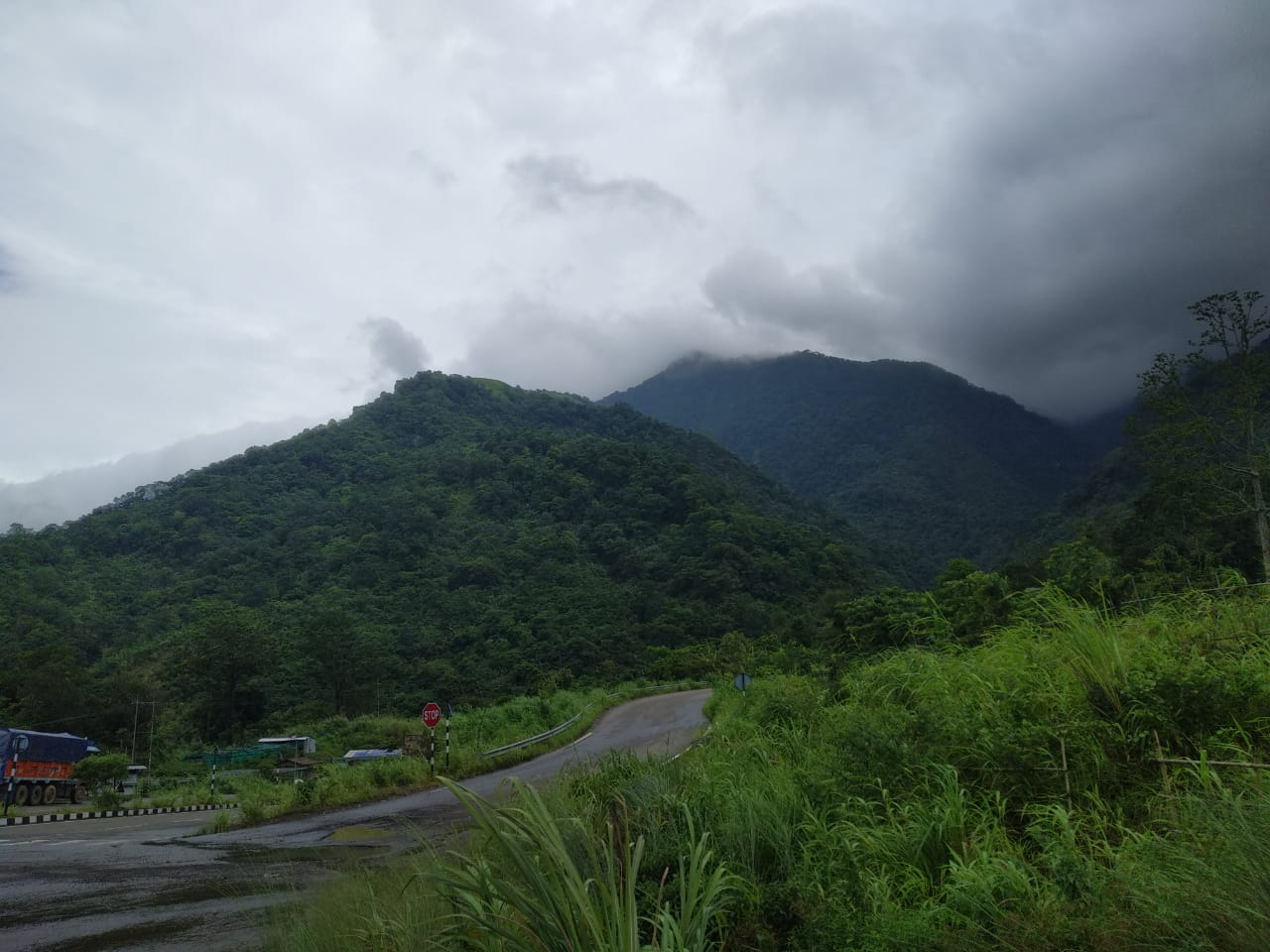
底马哈撒县的巴雷尔山脉

底马哈撒县是印度東北部阿薩姆邦的一個縣，面積4,890平方公里，海拔高度513米，居民識字率七成半，2011年人口213,529，人口密度每平方公里44人。行政中心哈夫隆格。